# Hyagnis apicatus
Hyagnis apicatus là một loài bọ cánh cứng trong họ Cerambycidae.